# Ipodoryctes bicoloricornis
Ipodoryctes bicoloricornis är en stekelart som först beskrevs av Granger 1949.  Ipodoryctes bicoloricornis ingår i släktet Ipodoryctes och familjen bracksteklar. Inga underarter finns listade i Catalogue of Life.